# Ossuaire Kemmelberg

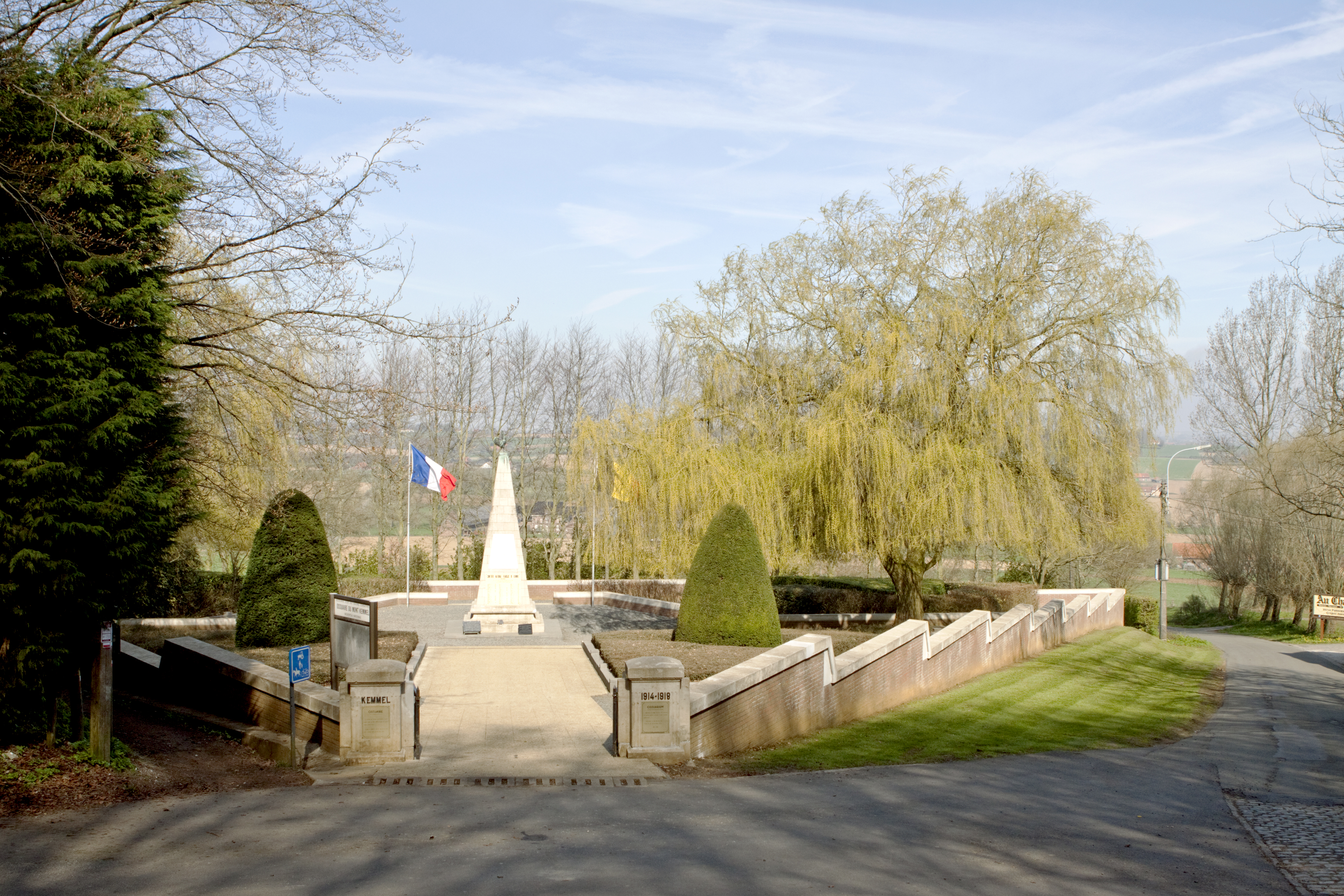
Ossuaire Kemmelberg

Het Ossuaire Kemmelberg is een Frans militair massagraf met gesneuvelden uit de Eerste Wereldoorlog. De begraafplaats ligt op de westelijke flank van de Kemmelberg, op de grens van de Belgische deelgemeenten Kemmel en Loker. Er worden 5294 Franse doden herdacht; slechts 57 konden met naam worden vermeld. Het is de grootste Franse militaire begraafplaats in België, en telt zo'n 1000 gesneuvelden meer dan de begraafplaats Saint-Charles de Potyze in Ieper. De begraafplaats heeft een driehoekig grondplan en bestaat uit vier massagraven. Centraal staat een witte natuurstenen obelisk met gedenkplaten. De aanleg van de begraafplaats begon na het eind van de oorlog.
Deze begraafplaats werd in 2008 als monument beschermd. De site staat sinds 2023 op de Unesco-Werelderfgoedlijst als onderdeel van inschrijving Begraafplaatsen en herdenkingssites van de Eerste Wereldoorlog (Westelijk Front).

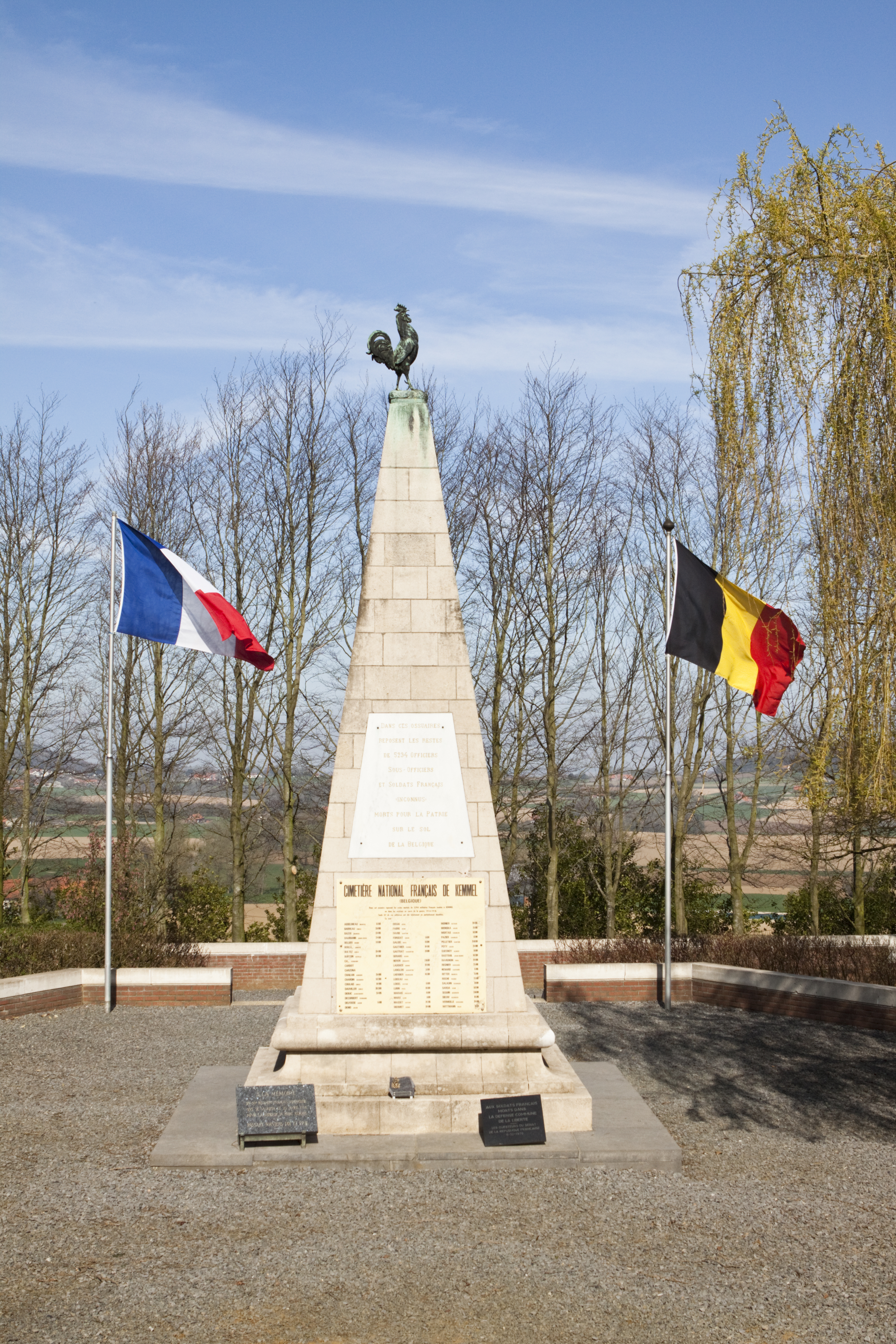
Obelisk